# 문헌소성황후

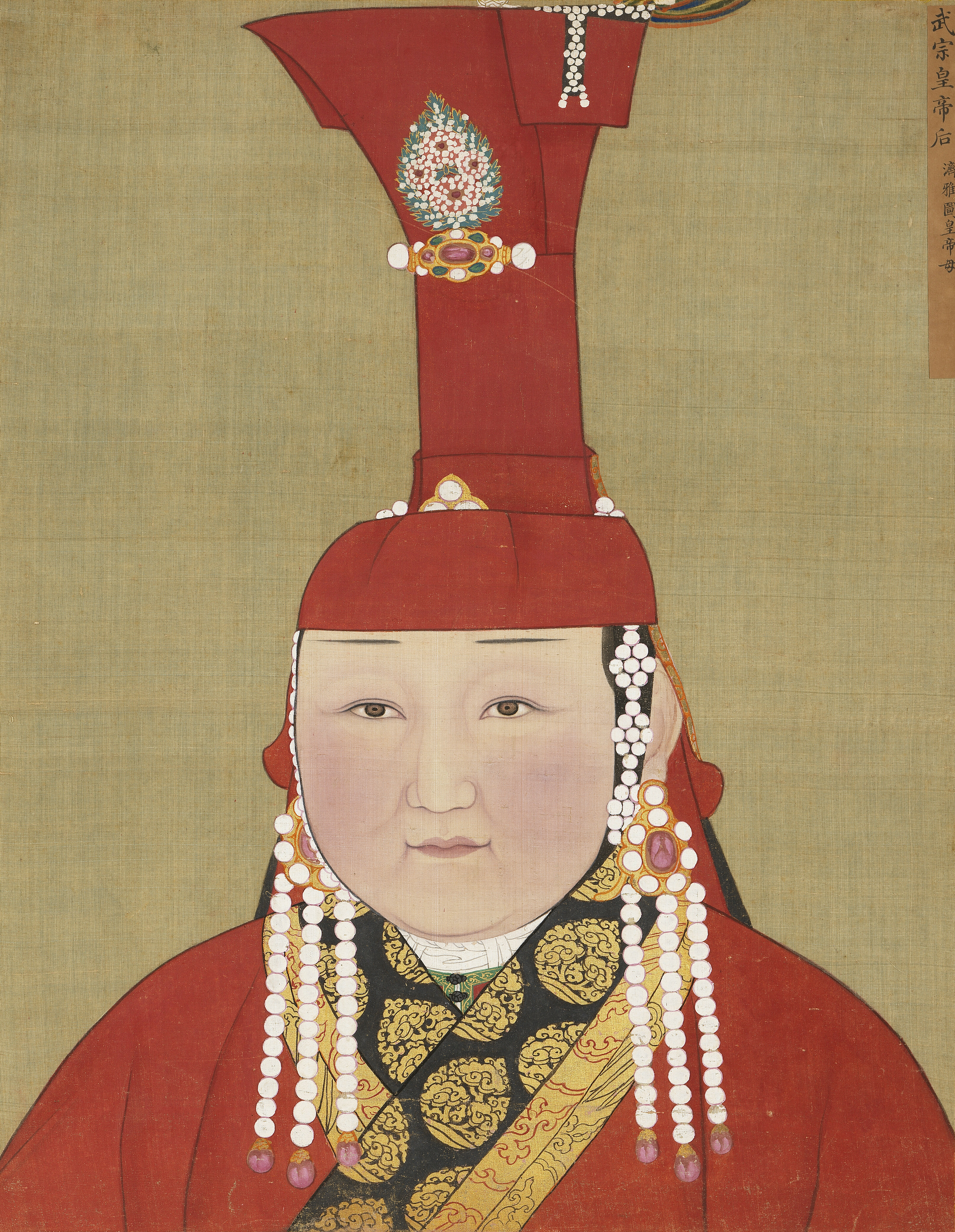
문헌소성황후(文獻昭聖皇后)

문헌소성황후 당올씨(文獻昭聖皇后 唐兀氏, ? ~ ?) 또는 당올 비자(唐兀 妃子)는 원 무종(元武宗) 카이산(海山)의 비(妃)이자, 원 문종(元文宗) 투그테무르(圖帖睦爾)의 생모(生母)이다.
무종 카이산은 정궁황후(正宮皇后)인 선자혜성황후(宣慈惠聖皇后)에게서 황자(皇子)를 보지 못하고, 후비인 역걸렬 비자(亦乞烈 妃子)와 당올 비자(唐兀 妃子)에게서 각각 황자를 보았다.
그중 당올 비자에게서 얻은 투그테무르는 원나라의 8대 황제인 문종이 되었고, 천력 2년(1329년)에 문종은 자신의 생모의 시호를 문헌소성황후(文獻昭聖皇后)라 하였다.